# Kombinacja norweska na Zimowych Igrzyskach Olimpijskich 1984
Kombinacja norweska na Zimowych Igrzyskach Olimpijskich 1984 – zawody olimpijskie w kombinacji norweskiej przeprowadzone 11 i 12 lutego 1984 roku w ramach igrzysk w Sarajewie. Wystartowało 28 zawodników z 11 reprezentacji.
Jedynymi zawodami w kombinacji norweskiej podczas igrzysk w 1984 roku był konkurs indywidualny mężczyzn, w skład którego weszły skoki na skoczni normalnej i bieg na 15 kilometrów. Najpierw rozegrano trzy serie konkursowe skoków na obiekcie normalnym. Do noty zawodnika wliczane były jego dwie najlepsze próby. Następnie rozegrano bieg na 15 kilometrów i czasy poszczególnych zawodników przeliczono na noty punktowe, które po zsumowaniu z punktami za skoki dały notę łączną, na podstawie której sklasyfikowano zawodników.
Złoty medal wywalczył Norweg Tom Sandberg, a srebro i brąz zdobyli Finowie: Jouko Karjalainen i Jukka Ylipulli. Sandberg prowadził już po pierwszej części rywalizacji, którą były skoki narciarskie. Tuż za nim plasowali się Siergiej Czerwiakow i Thomas Müller, którzy po biegu spadli na dalsze miejsca. W zawodach wzięło udział 28 kombinatorów norweskich z jedenastu państw. Najmłodszym uczestnikiem zawodów był reprezentant Austrii – Klaus Sulzenbacher (19 lat i 8 dni), a najstarszym – reprezentant Finlandii – Rauno Miettinen (34 lata i 262 dni).
Po raz czternasty kombinatorzy norwescy walczyli o medale olimpijskie. Po raz pierwszy konkursy olimpijskie były traktowane niezależnie od mistrzostw świata w narciarstwie klasycznym. Odstąpiono bowiem od zasady podwójnego mistrzostwa, zgodnie z którą każdy medalista olimpijski stawał się automatycznie medalistą MŚ.
W związku z niewłączeniem do kalendarza igrzysk w Sarajewie konkursu drużynowego w kombinacji norweskiej, po zakończeniu zmagań olimpijskich przeprowadzono nieoficjalne drużynowe mistrzostwa świata w Rovaniemi, w których zwyciężyła reprezentacja Norwegii przed Finlandią i ZSRR.

## Wyniki

### Konkurs indywidualny – skocznia K90 + bieg na 15 km (11-12.02.1984)
| Miejsce | Zawodnik             | Kraj              | Skoki  | Skoki  | Skoki  | Skoki | Biegi   | Biegi   | Wynik punktowy |
| Miejsce | Zawodnik             | Kraj              | Skok 1 | Skok 2 | Skok 3 | Nota  | Czas    | Nota    | Wynik punktowy |
| ------- | -------------------- | ----------------- | ------ | ------ | ------ | ----- | ------- | ------- | -------------- |
| 1.      | Tom Sandberg         | Norwegia          | 78,0   | 86,0   | 88,0   | 214,7 | 47:52,7 | 207,895 | 422,595        |
| 2.      | Jouko Karjalainen    | Finlandia         | 77,0   | 83,0   | 83,0   | 196,9 | 46:32,0 | 220,000 | 416,900        |
| 3.      | Jukka Ylipulli       | Finlandia         | 80,0   | 84,0   | 86,0   | 208,3 | 48:28,5 | 202,525 | 410,825        |
| 4.      | Rauno Miettinen      | Finlandia         | 79,5   | 86,0   | 81,0   | 205,5 | 49:02,2 | 197,470 | 402,970        |
| 5.      | Thomas Müller        | RFN               | 85,0   | 83,0   | 87,0   | 209,1 | 49:32,7 | 192,895 | 401,995        |
| 6.      | Ołeksandr Proswirnin | ZSRR              | 78,5   | 82,5   | 86,0   | 199,4 | 48:40,1 | 200,785 | 400,185        |
| 7.      | Uwe Dotzauer         | NRD               | 81,0   | 77,0   | 85,0   | 199,5 | 48:56,8 | 198,280 | 397,780        |
| 8.      | Hermann Weinbuch     | RFN               | 79,0   | 83,0   | 85,0   | 201,6 | 49:13,4 | 195,790 | 397,390        |
| 9.      | Klaus Sulzenbacher   | Austria           | 78,5   | 77,5   | 90,0   | 204,0 | 49:48,2 | 190,570 | 394,570        |
| 10.     | Geir Andersen        | Norwegia          | 83,0   | 83,0   | 79,0   | 203,8 | 49:56,3 | 189,355 | 393,155        |
| 11.     | Hallstein Bøgseth    | Norwegia          | 79,5   | 80,0   | 84,0   | 193,0 | 48:58,0 | 198,100 | 391,100        |
| 12.     | Siergiej Czerwiakow  | ZSRR              | 86,0   | 79,0   | 88,0   | 210,3 | 51:11,7 | 178,045 | 388,345        |
| 13.     | Kerry Lynch          | Stany Zjednoczone | 80,0   | 77,0   | 79,0   | 181,8 | 48:02,9 | 206,365 | 388,165        |
| 14.     | Aleksandr Majorow    | ZSRR              | 77,0   | 83,0   | 86,0   | 202,7 | 50:27,8 | 184,630 | 387,330        |
| 15.     | Gunter Schmieder     | NRD               | 78,5   | 86,5   | 87,0   | 208,4 | 51:16,3 | 177,355 | 385,755        |
| 16.     | Andreas Langer       | NRD               | 80,0   | 81,5   | 78,5   | 195,1 | 49:52,8 | 189,880 | 384,980        |
| 17.     | Pat Ahern            | Stany Zjednoczone | 83,5   | 78,5   | 81,0   | 195,1 | 49:55,2 | 189,520 | 384,620        |
| 18.     | Dirk Kramer          | RFN               | 78,5   | 79,5   | 68,5   | 189,0 | 49:43,7 | 191,245 | 380,245        |
| 19.     | Espen Andersen       | Norwegia          | 70,5   | 79,0   | 86,0   | 188,8 | 49:53,9 | 189,715 | 378,515        |
| 20.     | Takahiro Tanaka      | Japonia           | 79,5   | 87,0   | 81,0   | 198,6 | 51:01,5 | 179,575 | 378,175        |
| 21.     | Toshiaki Maruyama    | Japonia           | 72,5   | 77,0   | 81,5   | 179,4 | 49:24,9 | 194,065 | 373,465        |
| 22.     | Ján Klimko           | Czechosłowacja    | 72,0   | 85,0   | 75,0   | 186,9 | 51:03,1 | 179,335 | 366,235        |
| 23.     | Ildar Garifullin     | ZSRR              | 74,0   | 63,0   | 77,0   | 166,5 | 49:56,5 | 189,325 | 355,825        |
| 24.     | Hubert Schwarz       | RFN               | 67,0   | 72,5   | 88,0   | 181,6 | 51:42,0 | 173,500 | 355,100        |
| 25.     | Vladimír Frák        | Czechosłowacja    | 79,0   | 69,0   | 79,0   | 179,7 | 52:10,0 | 169,300 | 349,000        |
| 26.     | Walter Hurschler     | Szwajcaria        | 63,0   | 66,0   | 74,0   | 143,8 | 48:12,4 | 204,940 | 348,740        |
| 27.     | Robert Kaštrun       | Jugosławia        | 77,0   | 83,0   | 86,0   | 200,7 | 56:09,4 | 133,390 | 334,090        |
| 28.     | Mike Randall         | Stany Zjednoczone | 68,0   | 70,5   | 70,0   | 145,8 | 51:31,0 | 175,150 | 320,950        |